# Jake Sisko
„Jake Sisko” este un personaj fictiv din serialul TV Star Trek: Deep Space Nine din franciza Star Trek. 
Este interpretat de Cirroc Lofton.
Jake este fiul lui Benjamin Sisko. El hotărăște să nu calce pe urmele tatălui său, dorind în schimb să devină scriitor și reporter. La început, el nu agreează ideea de a locui pe o veche stație spațială cardassiană, dar se adaptează repede. Jake leagă o prietenie profundă cu Nog, un copil ferengi care este singurul rezident al stației de aceeași vârstă cu el. Jake reușește în cele din urmă să devină reporter pentru Serviciul de știri al Flotei Stelare. Pe parcursul celor șapte sezoane, atât Jake, cât și Nog evoluează din copii în tineri bărbați, beneficiind de intrigi care le prezintă riturile de trecere, succesele și nereușitele.